# 3C 273
3C 273 – kwazar znajdujący się w gwiazdozbiorze Panny. Jest najjaśniejszym kwazarem widocznym na naszym niebie (ok. 12,9m), i zarazem jednym z najbliższych (przesunięcie ku czerwieni 0,158). Obiekt ten jako pierwszy został zinterpretowany jako kwazar i zapoczątkował istnienie całej klasy podobnych obiektów.

## Historia
Nazwa oznacza, że jest to 273. obiekt Trzeciego Katalogu Radioźródeł Uniwersytetu w Cambridge, opublikowanego w 1959 roku. Jego bardzo dokładne współrzędne zostały wyznaczone przez Cyrila Hazarda, co pozwoliło na znalezienie optycznego odpowiednika źródła i otrzymanie jego widma. W 1963 roku Maarten Schmidt zinterpretował otrzymane widmo jako dowód na kosmologiczną odległość źródła.

## Dżet
3C 273 ma wielkoskalowy dżet o rozmiarze 60 kpc, który zaobserwowano w zakresie optycznym, radiowym, a także rentgenowskim. Obraz optyczny uzyskany przy pomocy teleskopu Hubble’a pokazuje złożoną strukturę dżetu.

## Obserwacje
3C 273 jest widoczny na obu półkulach. Jest wystarczająco jasny, aby go dostrzec „amatorskim” teleskopem. Ze względu na jego jasność oraz fakt, iż 3C 273 był pierwszym zidentyfikowanym kwazarem, jego rektascensja w Piątym Fundamentalnym Katalogu (FK5) używana jest jako standaryzacja pozycji 23 radioźródeł.
Przy swojej odległości od Ziemi i obserwowanej jasności, 3C 273 jest najbardziej odległym obiektem, który może być obserwowany za pomocą amatorskiego teleskopu.